# Peoria, Arizona
Peoria este un oraș din statul  Arizona,  Statele Unite ale Americii.